# Triplarina
Triplarina es un género de plantas perteneciente a la familia Myrtaceae. Originario  del este de  Australia. 

## Taxonomía
El género fue descrita por Constantine Samuel Rafinesque y publicado en Sylva Telluriana 104. 1838.

## Especies
- Triplarina bancroftii A.R.Bean, Austrobaileya 4: 360 (1995).
- Triplarina calophylla A.R.Bean, Austrobaileya 4: 357 (1995).
- Triplarina imbricata (Sm.) A.R.Bean, Austrobaileya 4: 362 (1995).
- Triplarina nitchaga A.R.Bean, Austrobaileya 4: 357 (1995).
- Triplarina nowraensis A.R.Bean, Austrobaileya 4: 364 (1995).
- Triplarina paludosa A.R.Bean, Austrobaileya 4: 358 (1995).
- Triplarina volcanica A.R.Bean, Austrobaileya 4: 361 (1995).[1]